# فرانسوا پروتا
فرانسوا پروتا (فرانسوی: François Protat‎؛ ۱۹۴۵ میلادی – ۱۸ ژانویهٔ ۲۰۱۹) یک فیلم‌بردار اهل کانادا بود.
از فیلم‌ها یا مجموعه‌های تلویزیونی که وی در آن‌ها نقش داشته‌است می‌توان به شاید فردایی در کار نباشد، فانتاستیکا،رسوایی، جاشوا آینده و حال، تعویض کانال‌ها، آخر هفته در برنی، جانی منومیک و زن و فرشته اشاره نمود.